# Otto Riese
Otto Riese (* 27. Oktober 1894 in Frankfurt am Main; † 4. Juni 1977 in Pully bei Lausanne) war ein deutscher Jurist, Richter und Hochschullehrer. Er war Senatspräsident des Bundesgerichtshofs in Karlsruhe und der erste Richter der Bundesrepublik Deutschland am Europäischen Gerichtshof. Er gilt als Pionier des Internationalen Privatrechts und des Luftfahrtrechts.

## Familie
Otto Riese wurde geboren als Sohn des als Baumeister und Ingenieur von Eisenbahnlinien in Afrika und Asien bekanntgewordenen geheimen Baurats Johann August Otto Riese, welcher unter anderem die Bauleitung für die Bagdadbahn innehatte, und der Karoline Elise geb. Euler.

## Leben und berufliche Laufbahn

### Studium und frühe Jahre
Riese besuchte das Goethe-Gymnasium in Frankfurt am Main und studierte ab 1913 bis zum Ersten Weltkrieg drei Semester Rechtswissenschaften an der Universität Lausanne. Während seines Studiums in Lausanne wurde er Mitglied der Société d’Étudiants Germania Lausanne. Riese nahm als Freiwilliger an den Kämpfen im Westen teil und war zuletzt Leutnant der Reserve und Abteilungsadjutant im Reserve-Feldartillerie-Regiment Nr. 21.
Nach dem Krieg setzte er sein Studium an der Universität Leipzig und der Johann Wolfgang Goethe-Universität Frankfurt fort. Anschließend verfasste er seine Dissertationsarbeit unter dem Titel „Die rechtliche Konstruktion der nach den Sozialisierungsgesetzen zu bildenden Syndikate“ und wurde 1921 an der Universität Frankfurt zum Doktor der Rechte promoviert. 1923 schloss er sein Studium mit dem zweiten juristischen Staatsexamen ab und war anschließend Assessor am Landgericht Frankfurt am Main.
Von 1924 bis 1925 war er Volontär am Bankhaus M.M.Warburg & CO in Hamburg. Anschließend wechselte er ins Reichsministerium der Justiz, für das er von 1925 bis 1935 zuerst als Hilfsreferent für Völkerrecht und internationales Verkehrsrecht und später als Leiter des Referats Völkerrecht und internationales Recht tätig war.
Seit 1926 war zudem Mitglied des Internationalen Ausschusses der Luftrechtssachverständigen und nahm in diesem Jahr als Sekretär der deutschen Delegation auf der Brüsseler Seerechtskonferenz teil.
1928 studierte ein halbes Jahr englisches Recht in London und wurde Ende 1928 zum Oberregierungsrat im Reichsjustizministerium befördert. Riese spezialisierte sich im Bereich des Internationalen Privatrechts vor allem auf das Luftfahrtrecht und nahm von 1924 bis 1938 als Delegierter und Fachmann ersten Ranges an diplomatischen Staatenkonferenzen zur Vereinheitlichung des Luftprivatrechts in Paris, Warschau, Rom und Brüssel teil.
In den Jahren 1929 bis 1930 unternahm Riese auf eigene Kosten ausgedehnte Studienreisen nach Indien, Siam, Niederländisch-Indien, China und Japan und war 1933 Berichterstatter (Rapporteur) der Internationalen Diplomatischen Konferenz für Luftprivatrecht in Rom und war Mitglied des Comité International Technique d’Experts Juridiques Aériens in Paris und des Luftrechtsausschusses der Deutschen Gesellschaft für Völkerrecht (heute: Deutsche Gesellschaft für Internationales Recht).
1934 erfolgte seine Ernennung zum Ministerialrat im Reichsjustizministerium.

### Laufbahn als Professor
Bereits 1928 hatte sich Riese in Gesprächen mit der Université de Lausanne und der Erziehungsdirektion des Kantons Waadt dafür eingesetzt, dass der wegen der niedrigen Studentenzahlen während des Ersten Weltkrieges inzwischen seit 10 Jahren zum Erliegen gekommene deutsche Rechtsunterricht an der sonst französischsprachigen Université de Lausanne wieder etabliert werden konnte. Die Verhandlungen führten zu dem Ergebnis, dass der Dekan der juristischen Fakultät und die Erziehungsdirektion 1931 die Berufung eines deutschen Privatdozenten als außerordentlichen Lehrbeauftragten in Aussicht stellten. Nachdem Riese für die Dauer eines Sommers vom Reichsjustizministerium Urlaub erhalten hatte, nahm er das an ihn gerichtete Angebot an, als Lehrbeauftragter für Deutsches Bürgerliches und Zivilprozessrecht Vorlesungen an der Université de Lausanne zu halten.
1935 wurde er in Lausanne zum außerordentlichen Professor für deutsches Recht ernannt und zunächst für die übliche Dauer von 2 Jahren verpflichtet. Nachdem er seine feste Professur am Lehrstuhl für deutsches Recht der Universität Lausanne erhalten hatte, schied er auf seinen Wunsch offiziell aus dem Verband des Reichsjustizministeriums aus. Auch nach Ausbruch des Zweiten Weltkrieges konnte Riese weiterhin Vorlesungen in Lausanne halten, wobei er allerdings neben einem reduzierten Programm für deutsche Studenten seit 1937 auch Vorlesungen über droit aérien international (internationales Luftfahrtrecht) und ab 1941 über la réforme actuel du droit civil allemand in französischer Sprache für schweizerische Studenten hielt.
1947 lehnte er einen Ruf an die Universität Mainz ab. Auch dem Angebot einer Beamtenstelle in der Verwaltung der britisch besetzten Zone folgte er nicht und stellte so den weiteren Lehrbetrieb für deutsche Rechtsstudierende an der Université de Lausanne trotz der noch anhaltenden widrigen Umstände sicher.
1949 wurde er dort schließlich zum ordentlichen Professor für deutsches Recht, Recht der deutschen Wertpapiere, Luftfahrt- und Verkehrsrecht und Rechtsvergleichung ernannt. Ab 1950 übte er zugleich das Amt des Dekans der rechtswissenschaftlichen Fakultät der Universität Lausanne aus und war ab 1951 noch als Honorarprofessor an der Universität Lausanne tätig.
Seit 1956 nahm Professor Riese als deutscher Delegierter und Delegationsleiter auch fortgesetzt an den Konferenzen der "International Civil Aviation Organization" (ICAO), einer Sonderorganisation der Vereinten Nationen und ihres Rechtsausschusses teil. Hierüber berichtete er nach Einstellung der juristischen Fachzeitschrift „Archiv für Luftrecht“ im Jahre 1943 in verschiedenen deutschen Völkerrechtsperiodika und seit 1952 regelmäßig in der neu erscheinenden juristischen Fachzeitschrift „Zeitschrift für Luftrecht und Weltraumrechtsfragen“ (die heutige Zeitschrift für Luft- und Weltraumrecht (ZLW)). Darüber hinaus untersuchte er die Rechtsentwicklung des Luftfahrtrechts in mehreren luftrechtlichen Monographien.

### Richter am BGH und am EGKS-Gerichtshof
Nach dem Krieg wurde er im Rahmen des Wiederaufbaus einer höchstrichterlichen Gerichtsbarkeit für die Bundesrepublik am 20. September 1951 vom damaligen Justizminister Thomas Dehler als Senatspräsident an den Bundesgerichtshof in Karlsruhe berufen und übernahm dort als Nachfolger von Wilhelm Schelb den Vorsitz des III. Zivilsenats des Bundesgerichtshofs, dem insbesondere auch in die Zuständigkeit der ordentlichen Gerichte gehörende öffentlich-rechtliche Streitsachen, vor allem Amtshaftungssachen zugeteilt sind.
Bereits kurz darauf wurde er von der Bundesregierung mit der Aufgabe betraut, in Umsetzung des Schuman-Plans als Richter an der Mitbegründung des Gerichtshofes der Europäischen Gemeinschaft für Kohle und Stahl mitzuwirken. Daraufhin arbeitete er vom 4. Dezember 1952 bis zum 6. Oktober 1958 fast 6 Jahre lang als Richter am EGKS-Gerichtshof in Luxemburg, dem Vorläufer des Europäischen Gerichtshofs. Otto Riese gehörte zusammen mit Charles Léon Hammes (1898–1967) aus Luxemburg, Adrianus van Kleffens (1899–1973) aus den Niederlanden, Petrus Serrarens (1888–1963) ebenfalls aus den Niederlanden, Massimo Pilotti (1879–1962) aus Italien, Jacques Rueff (1896–1978) aus Frankreich und Louis Delvaux (1895–1976) aus Belgien der ersten am EGKS-Gerichtshof eingerichteten Kammer an. Mit seiner Vereidigung am 10. Dezember 1952 war Riese der erste deutsche Richter einer höchstrichterlichen Instanz auf europäischer Ebene.
Seiner Arbeit am EGKS-Gerichtshof folgten vom 7. Oktober 1958 bis zum 6. Februar 1963 über vier weitere Jahre als Richter und Kammerpräsident an dem daraus hervorgegangenen neu gegründeten Europäischen Gerichtshof aller drei Europäischen Gemeinschaften, dem seit 1992 obersten rechtsprechenden Organ der Europäischen Union (EU) mit Sitz in Luxemburg. Damit war er zudem der erste deutsche Richter dieses Gerichtes.
Für seine Verdienste wurde Riese 1961 mit dem Großen Bundesverdienstkreuz mit Stern und Schulterband ausgezeichnet.
Riese kritisierte 1963 die Sprachregelung, die französische Sprache als einheitliche und einzige Arbeitssprache des Europäischen Gerichtshofs zu verwenden. Diese Sprachregelung verschaffe den Richtern französischer Muttersprache erhebliche Vorteile gegenüber den anderen Richtern und ermögliche ohne Übersetzungen unmittelbare geheime Beratungen des Richterkollegiums. Anderseits mute sie ihnen auch zu das nicht immer glänzende Französisch ihrer Kollegen anhören zu müssen und auferlege ihnen die „toilette de style“ der Urteilsentwürfe. Riese hat mit seinen Äußerungen Kritik erfahren, die aber nicht offen ausgesprochen worden ist.

### Späte Jahre in Lausanne
1963 kehrte Otto Riese im Alter von 68 Jahren nach Lausanne zurück, wo man ihn zur Leitung des an der Universität gegründeten Instituts für Rechtsvergleichung berufen hatte. Diese Aufgabe hatte er als Direktor bis 1972 inne. Außerdem hielt er dort bis 1966 als Honorarprofessor weiterhin deutsch- und französischsprachige Vorlesungen zu Rechtsvergleichung und deutschem Zivilrecht. 
Riese veröffentlichte zahlreiche wissenschaftliche Abhandlungen zu luftrechtlichen Fragen.
Er war ein passionierter Sammler japanischer Farbholzschnitte. Seine Sammlung bestehend aus über 179 Blättern ist bis zuletzt 2009 Gegenstand mehrerer Ausstellungen gewesen. Das Museum für Angewandte Kunst (Frankfurt am Main) kaufte die Sammlung 2012.
Riese war unverheiratet und starb am 4. Juni 1977 im Alter von 82 Jahren in Pully bei Lausanne.

## Auszeichnungen und Ehrungen
- Eisernes Kreuz 1. Klasse (1914)
- Eisernes Kreuz 2. Klasse (1914)
- Verwundetenabzeichen (1918)
- Großen Bundesverdienstkreuz mit Stern und Schulterband (1961)

## Veröffentlichungen
- Über die Methoden der internationalen Vereinheitlichung des Privatrechts. In: Zeitschrift für Schweizerisches Recht Band 86, Halbband 1, 1967, S. 1–31
- Das Sprachenproblem in der Praxis des Gerichtshofes der europäischen Gemeinschaften in: Vom deutschen zum europäischen Recht – Festschrift für Festschrift für Heinz Dölle. 1963, S. 507–524.
- Einheitliche Gerichtsbarkeit für vereinheitlichtes Recht? In: Rabels Zeitschrift für ausländisches und internationales Privatrecht Band 26, 1961, S. 604–628
- Das mehrseitige Abkommen über gewerbliche Rechte im nichtplanmäßigen Luftverkehr in Europa. Kirschbaum Verlag, Bielefeld 1959
- Internationalprivatrechtliche Probleme auf dem Gebiet des Luftrechts. In: Zeitschrift für Luft- und Weltraumrecht 1958, S. 271
- Luft- und weltraumrechtliche Gegenwartsfragen. Droste, Düsseldorf 1958
- Erfahrungen aus der Praxis des Gerichtshofs der Europäischen Gemeinschaft für Kohle und Stahl. In: Deutsche Richterzeitung 1958, S. 270–274.
- Précis de droit aérien international et suisse.Pichon & Durand-Auzias, Paris 1951
- Luftrecht: das internationale Recht der zivilen Luftfahrt unter besonderer Berücksichtigung des schweizerischen Rechts. Koehler Verlag, Stuttgart 1949
- Die staatsrechtliche Inkraftsetzung von Staatsverträgen in England. Tauchnitz Verlag, Leipzig 1929
- Die rechtliche Konstruktion der nach den Sozialisierungsgesetzen zu bildenden Syndikate. Dissertation an der Universität Frankfurt. Osterrieth Verlag, Frankfurt a. M. 1921